# ماريا رييميين
ماريا رييميين (بالأوكرانية: Марія Рємєнь) هي عداءة مسافات قصيرة أوكرانية ولدت في يوم 2 أغسطس 1987، اختصت بسباق ال100 متر وأبرز إنجازاتها هو فوزها بالميدالية البرونزية في سباق 4×100 تتابع مع الفريق الأوكراني كما فازت بالميدالية البرونزية مع الفريق بطولة العالم لألعاب القوى 2011 في دايغو في كوريا الجنوبية، كما فازت بالميدالية الذهبية في بطولة أوروبا لألعاب القوى 2010 في هلسنكي في سباق 200 متر وفازت بالميدالية الذهبية مع الفريق الأوكراني في بطولة أوروبا لألعاب القوى 2010 في برشلونة، في سنة 2014 تم إكتشاف تناولها لمادة الميثادينون المنشطة مما أدى لإيقافها لسنتين من المنافسات.

## روابط خارجية
- ماريا رييميين على موقع الاتحاد الدولي لألعاب القوى (الإنجليزية)
- ماريا رييميين على موقع الدوري الماسي (الإنجليزية)
- ماريا رييميين على موقع اللجنة الأولمبية الدولية (الإنجليزية)
- ماريا رييميين على موقع أوليمبيديا (الإنجليزية)